# Micropterix klimeschi
Micropterix klimeschi là một loài bướm đêm thuộc họ Micropterigidae. Nó được Heath miêu tả năm 1973. Nó được tìm thấy ở Rhodos và Thổ Nhĩ Kỳ.
Sải cánh dài 6.3-8.8 mm.
It was reported on Pistacia lentiscus.

## Phụ loài
- Micropterix klimeschi rhodiensis Kurz, M. A., M. E. Kurz & Zeller, 1993 (Rhodos)
- Micropterix klimeschi klimeschi Heath, 1973 (Dedegöl Dag in Thổ Nhĩ Kỳ)